# Foton (statek kosmiczny)

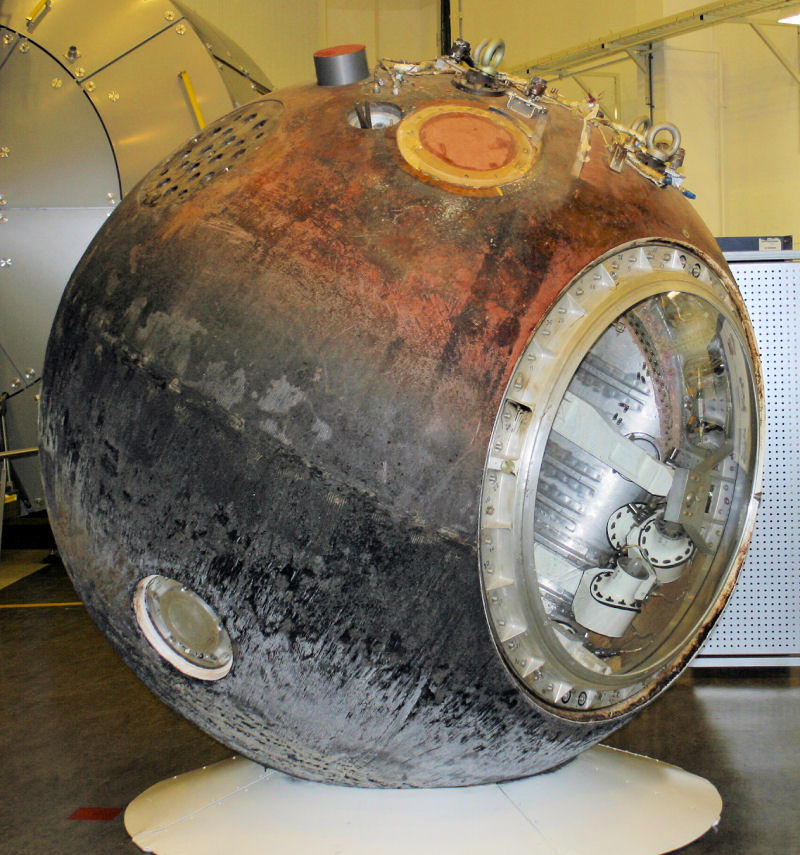
Kapsuła powrotna satelity Foton 12 wystawiona w ośrodku ESTEC Europejskiej Agencji Kosmicznej w holenderskim Nordwijk

Foton – seria 16 radzieckich i rosyjskich sztucznych satelitów do badań z zakresu materiałoznawstwa i biologii, wysyłanych od połowy lat 80. XX wieku.

## Budowa
Satelity stanowią zaadaptowane do badań w mikrograwitacji statki Wostok, Woschod i satelitów wywiadowczych Zenit. Są też podobne do satelitów Bion i Resurs-F. Budowane przez CSKB-Progress. 
Statki mają masę ponad 6 ton, ponad 6 metrów długości i ok. 2,5 metra średnicy. Kapsuła powrotna może zabrać do 700 kg ładunku i ma pojemność 4,7 m³.
Do dyspozycji eksperymentów jest około 400 W energii elektrycznej. 
Aby zachować wysoką jakość mikrograwitacji (~10-5 g), satelity umieszcza się na umiarkowanie ekscentrycznych orbitach o nachyleniu ok. 63°. Podczas lotu nie wykonuje się manewrów. 
Misje trwają od 13 do 16 dni. Kapsuły powrotne odzyskuje się z terytorium Kazachstanu.
Do wyposażenia naukowego statków należały, m.in. piece elektryczne Zona 1, Zona 4, Zona 4M, Sław 2 i Konstanta 2, a także jednostka do elektroforezy Kasztan. W połowie lat 90. XX wieku francuska firma Carra opracowywała interfejs Spacepack do umieszczania zagranicznych eksperymentów na pokładzie statków Foton.

## Lista satelitów
Pierwsze trzy satelity uważane są za statki prototypowe. Nazwa Foton funkcjonuje od 1988 roku.
1. Foton 1 (Kosmos 1645), start 16 kwietnia 1985
2. Foton 2 (Kosmos 1744), start 21 maja 1986
3. Foton 3 (Kosmos 1841), start 24 kwietnia 1987
4. Foton 4, start 14 kwietnia 1988
5. Foton 5, start 26 kwietnia 1989
6. Foton 6, start 11 kwietnia 1990
7. Foton 7, start 4 października 1991
8. Foton 8, start 8 października 1992
9. Foton 9, start 14 czerwca 1994
10. Foton 10, start 16 lutego 1995
11. Foton 11, start 9 października 1997
12. Foton 12, start 9 września 1999
13. Foton M-1, start 15 października 2002, misja nieudana - awaria rakiety nośnej
14. Foton M-2, start 31 maja 2005, we współpracy z ESA
15. Foton M-3, start 14 września 2007, we współpracy z ESA
16. Foton M-4, start 18 lipca 2014